# Massacre de Baoro
- Bouca
- Gaga
- Bouar
- Massacre de Bouar
- Incendie de Camp Bangui
- 1er Massacre de Boali
- 2e Bangui
- Bossangoa
- Opération Sangaris
- Bozoum
- Massacre de Bohong
- Massacre de Bossembélé‎
- Massacre de Bossemptélé
- Massacre de Baoro
- 2e Massacre de Boali
- 1er Grimari
- 2e Grimari
- Boguila
- Batangafo

Le massacre de Baoro a lieu le 22 janvier 2014, lors de la troisième guerre civile centrafricaine.

## Prélude
Le 20 janvier 2014, les forces de la Seleka se retirent de la petite ville de Baoro. Cependant ni les forces africaines de la MISCA, ni les Français engagés dans l'Opération Sangaris ne sont présents dans la ville et la communauté musulmane, qui forme plus de la moitié de la population de la localité, craint que les anti-balaka ne profitent de ce départ pour investir la ville. 
Aladi Bouba, un commerçant musulman influent au sein de la localité, âgé de 72 ans, est chargé de négocier avec les anti-balaka afin d'épargner la ville. Ces derniers réclament une forte rançon de 36 millions de francs CFA, soit environ 55 000 euros, ils déclarent qu'ils attaqueront la ville si cette somme ne leur est pas versée avant le lendemain à trois heures du matin. Les négociations s'achèvent le 21 janvier, à 23 heures.
Pendant ce temps, plusieurs milliers d'habitants chrétiens de Baoro préfèrent prendre la fuite, 1 500 à 2 000 d'entre eux trouvent notamment refuge à la mission catholique de Baoro. 

## Déroulement
Les habitants musulmans de Baoro n'ayant pas les moyens de payer la rançon, les anti-balaka passent à l'attaque le 22 janvier, à 6 heures du matin. Pendant 30 à 45 minutes, les anti-balaka et les civils musulmans armés s'affrontent, les combats font 17 morts chez les musulmans, en majorité des civils sans armes, dont l'imam de la ville, Malum Gibrila, 45 ans, Mal Sule, un marabout très âgé, Ahmed Alim, un chef de quartier, et au moins une femme. Plusieurs maisons sont également incendiées par les assaillants.
Cependant, les musulmans parviennent quand même à repousser l'attaque, les anti-balaka, mal armés, se replient. Mais après leur victoire, les civils musulmans armés commencent à commettre des exactions contre la population chrétienne restée dans la ville, en les accusant notamment d'avoir soutenus et aidés les anti-balaka lors de l'attaque. Plusieurs maisons sont incendiées, des chrétiens sont conduits sur la place centrale de la ville, interrogés puis abattus.
Quelques heures plus tard, contactés par un messager, les hommes de la Seleka retournent à Baoro. Les Seleka et les miliciens musulmans massacrent alors une centaine de chrétiens pour la plupart désarmés.